# Chalinolobus dwyeri
Chalinolobus dwyeri — вид рукокрилих родини Лиликові (Vespertilionidae).

## Поширення
Цей погано відомий вид є ендеміком Австралії, де він фрагментарно зустрічається в східній частині Нового Південного Уельсу і сусідньому південно-східному Квінсленді. Населяє різного виду сухі та мокрі ліси. 

## Поведінка. Відтворення
Самиці народжують одного або двох дитинчат.

## Загрози та охорона
Загрозами є хижацтво диких тварин, втрата середовища існування. Був записаний на багатьох природоохоронних територіях.